# 新化武安宮

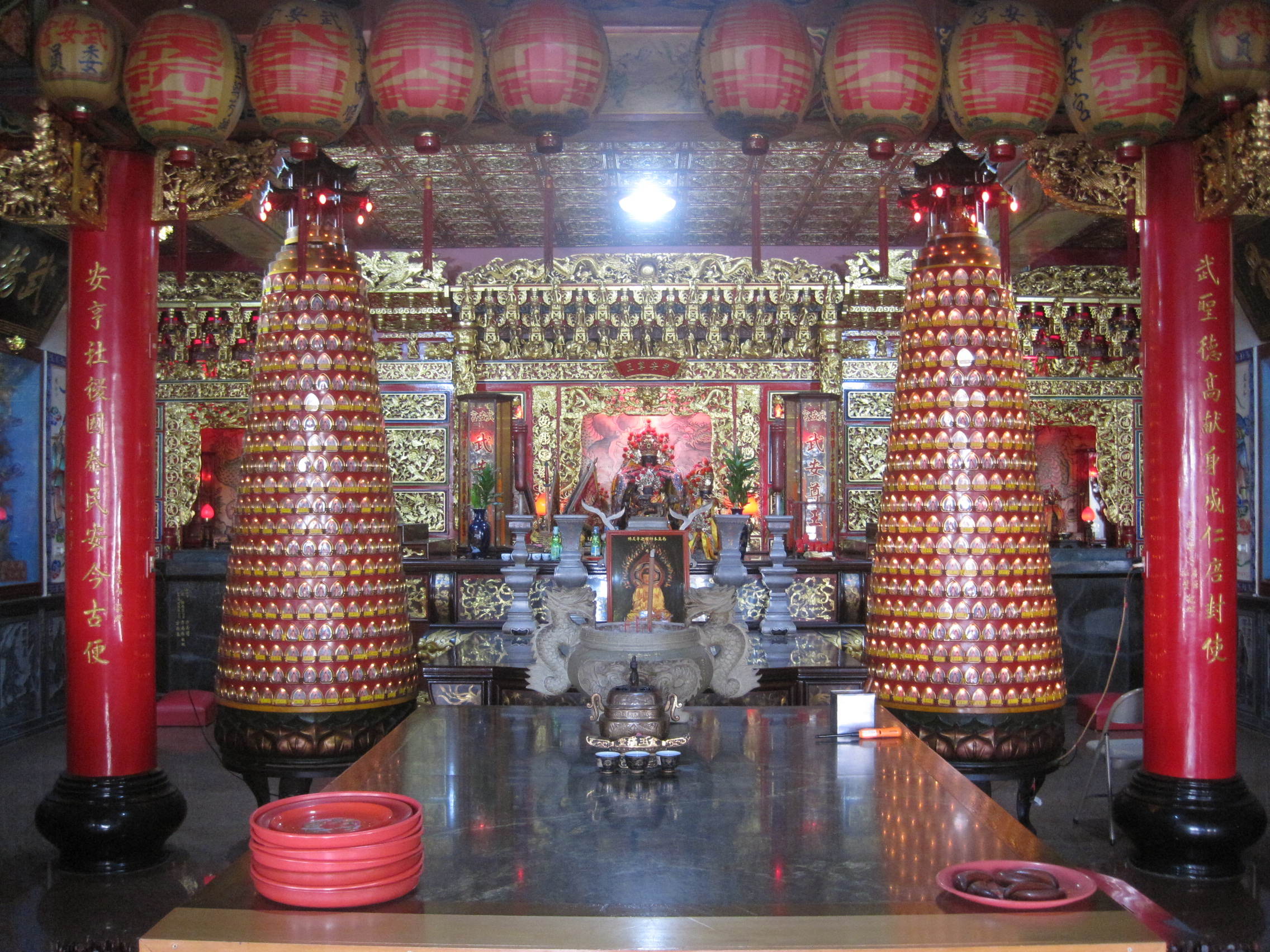
正殿

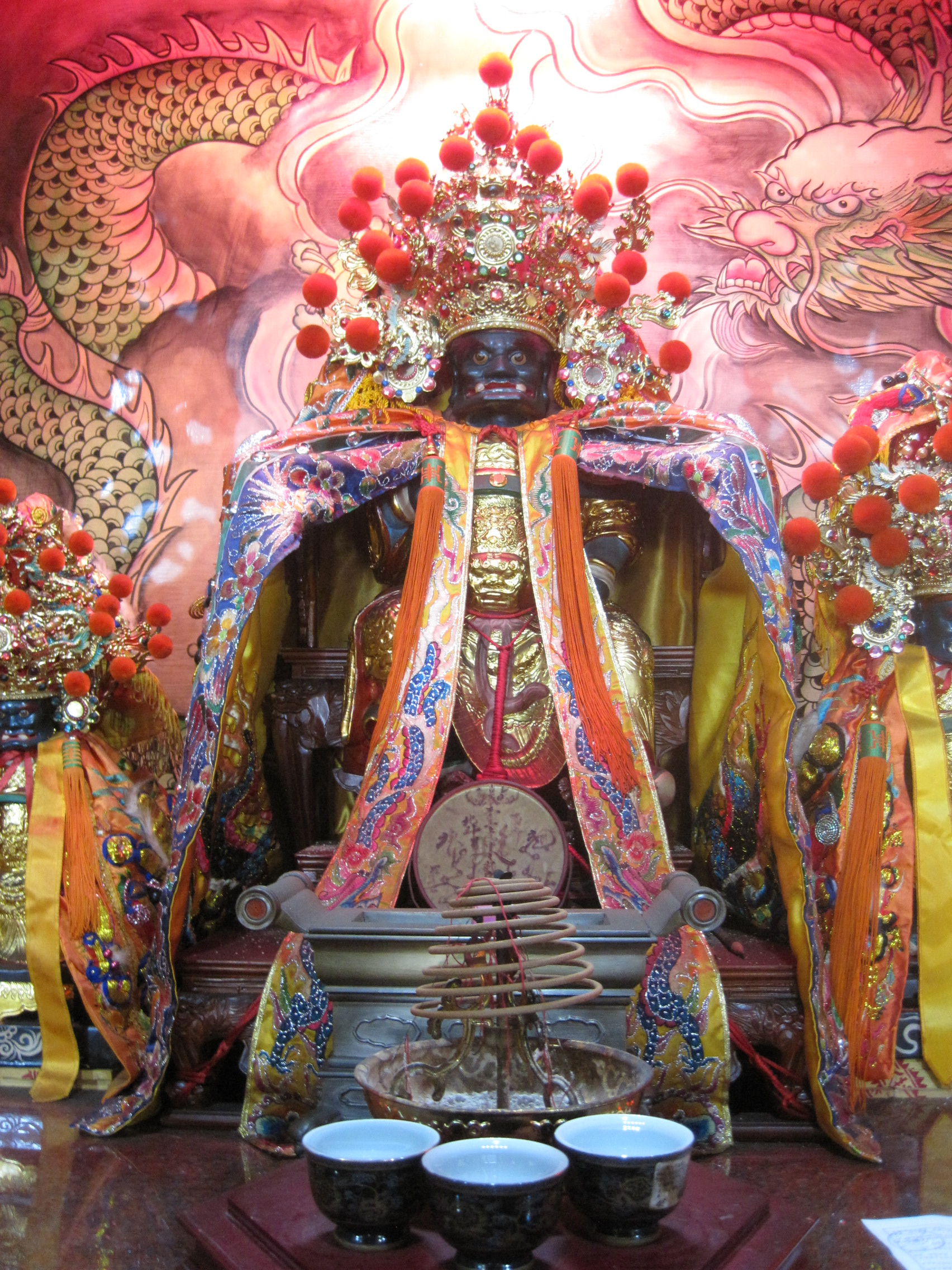
大使爺神像

新化武安宮位在臺灣臺南市新化區，原稱「大使公廟」，是主祀大使爺張巡（武安尊王）、二使爺許遠（文安尊王）、三使爺南霽雲的廟宇。該廟為大目降八保七廟之一。
廟前過去曾有大埤，稱作「大使埤」或「月眉埤」 ，而在廟前還有市集。

## 沿革
武安宮據說建於清嘉慶年間，嘉慶廿四年（1819年）有漳州城守吳若有帶領大隊前來敬拜，並贈石火爐。也有將嘉慶廿四年（1819年）視為建廟年代的說法。光緒四年（1878年），地方仕紳蘇德老、蘇振芳倡議重建。
日治時期噍吧哖事件期間（1915、1916年左右），該廟曾被充作監獄。二次大戰後，仕紳李戊己積極籌畫下，恢復廟宇運作。民國64年（1975年）倡議重建，三年後落成。

## 傳說
相傳新化虎頭山上住有虎神，常危害附近生靈。武安尊王為了解決百姓困擾，遂與虎神交戰，但過了許久都未能分出勝負。於是武安尊王向大目降北極殿玄天上帝借法寶「玄天面」，為青面獠牙的面具。在出借面具的同時，玄天上帝提醒說獲勝後要過了「大使埤」才能夠說笑。之後武安尊王靠著面具震攝住虎神，趁機砍下一隻虎腳，虎腳掉到虎頭埤裡。而在打敗虎神之後，武安尊王忘了規定，笑了出來，導致面具脫不下來。所以廟中武安尊王的樣貌較為兇惡。